# Helmut Fuchs (Jurist, 1949)
Helmut Fuchs (* 17. Mai 1949 in Wien) ist ein österreichischer Jurist und Hochschullehrer.

## Leben
Nach der Promotion 1974 und der Habilitation 1983 an der Universität Wien war er dort seit 1986 Professor für Strafrecht und Strafprozessrecht. In dieser Funktion war er Mitglied des Vorstands des Instituts für Strafrecht und Kriminologie.
Er wurde 2009 als Nachfolger von Gerhard Clemenz zum Vorsitzenden des Senats der Universität Wien gewählt. In diesem Zusammenhang stellte er sich gegen eine Novelle des Universitätsgesetzes Österreichs, welche die Kompetenz der Senate bei der Wahl eines Rektors begrenzen sollte. Dies sei "ein Griff nach der Autonomie der Universität". Er stellte sich dabei auch gegen die Abschaffung der Studiengebühren.
Zu seinem 65. Geburtstag wurde er von verschiedenen Personen aus Wissenschaft und Praxis mit einer Festschrift geehrt, die die verschiedenen Facetten seiner Arbeit darstellen soll, neben Grundlagenfragen wie Kriminologie und klassischer Dogmatik auch das Strafrecht Europas und Wirtschaftsstrafrecht.
Im Januar 2017 wurde Helmut Fuchs emeritiert.
Fuchs war Mitglied der Österreichischen Bioethikkommission. Ebenso war er von 2008 bis 2011 Präsident der Österreichischen Gesellschaft für Strafrecht und Kriminologie.

## Schriften (Auswahl)
- mit Wolfgang Brandstetter und Ursula Medigovic: Prüfungsfälle aus „Strafrecht“. Wien 1989, ISBN 3-7015-4307-0.
- mit Irene Klippl und Susanne Reindl: Strafgesetzbuch. Wien 1999, ISBN 3-7007-1753-9.
- mit Susanne Reindl-Krauskopf: Strafrecht Besonderer Teil I. Delikte gegen den Einzelnen (Leib und Leben, Freiheit, Ehre, Privatsphäre, Vermögen). Wien 2015, ISBN 3-7046-7240-8.
- Strafrecht. Allgemeiner Teil I. Grundlagen und Lehre von der Straftat. Lehrbuch. Wien 2016, ISBN 3-7046-7239-4.